# Олд Џејмстаун (Мисури)
Олд Џејмстаун (енгл. Old Jamestown) насељено је место без административног статуса у америчкој савезној држави Мисури.

## Демографија
По попису из 2010. године број становника је 19.184.
| Група             | 2000.    | 2010.          |
| Белци             | 0 (0,0%) | 7.928 (41,3%)  |
| Афроамериканци    | 0 (0,0%) | 10.302 (53,7%) |
| Азијати           | 0 (0,0%) | 338 (1,8%)     |
| Хиспаноамериканци | 0 (0,0%) | 275 (1,4%)     |
| Укупно            | 0        | 19.184         |